# Rubberneckin'
"Rubberneckin'" es una canción interpretada por Elvis Presley, que fue grabada en American Sound Studio. Se utilizó en la película Change of Habit /"Cambio de hábito") y posteriormente se publicó como cara B de "Don't Cry Daddy" (sencillo RCA 47–9768) junto con el estreno de la película. Alcanzó el puesto # 6 en Estados Unidos en el Billboard Hot 100 en 1969. al igual que lograba entrar en los primeros puestos de varias listas europeas. 
En la película "Cambio de hábito" Presley canta el tema durante una escena donde él se encuentra en una fiesta sentado en el living de una residencia rodeado de invitados.La canción en cuestión no había sido grabada especialmente para el film, sino que había sido grabada por Elvis durante una sesión en los American Sound Studios y fue elegida para la escena de apertura de la película. El tema también forma parte del álbum compilatorio Almost in love. 

## Paul Oakenfold remix
En 2003, después del éxito mundial del remix del músico holandés Junkie XL de "A Little Less Conversation" un año antes, el productor discográfico inglés Paul Oakenfold remezcló "Rubberneckin'", y fue lanzado como sencillo del álbum Elvis 2nd to None. Alcanzó el puesto número dos en Canadá, el número tres en Australia y alcanzó el top 10 en Dinamarca, Finlandia, Irlanda y el Reino Unido. La canción alcanzó el puesto # 1 del Billboard US Dance Single Sales.

## Listas
| Listas (1969)                       | Posición alcanzada |
| ----------------------------------- | ------------------ |
| Austria                             | 23                 |
| Bélgica Ultratop 50 Singles Valonia | 12                 |
| Dinamarca                           | 51                 |
| Noruega                             | 11                 |
| Suecia                              | 6                  |
| US Billboard Hot 100                | 6                  |

| Charts (2003)                             | Posición alcanzada |
| ----------------------------------------- | ------------------ |
| Australia (ARIA)                          | 3                  |
| Bélgica (Ultratop 50 Flandes)             | 17                 |
| Bégica (Ultratop Bubbling Under Wallonia) | 5                  |
| Canadá (Nielsen Sound Scan)               | 2                  |
| CIS Top Hits                              | 22                 |
| Dinamarca (Tracklisten)                   | 4                  |
| España (PROMUSICAE)                       | 13                 |
| Europa (Eurochart Hot 100)                | 8                  |
| Finlandia (Suomen virallinen lista)       | 6                  |
| Holanda (Dutch Top 40)                    | 9                  |
| Holanda (Single Top 100)                  | 4                  |
| Irlanda (IRMA)                            | 10                 |
| Italia (FIMI)                             | 15                 |
| New Zeland (Recorded Music NZ)            | 18                 |
| Rusia (Tophit)                            | 12                 |
| Suiza (Swiss Hitparade)                   | 19                 |
| UK Dance (OCC)                            | 6                  |
| US Singles (OCC)                          | 5                  |
| US Billboard Hot 100                      | 94                 |
| US Dance Single Sales Billboard           | 1                  |